# Petersfield (Hampshire)

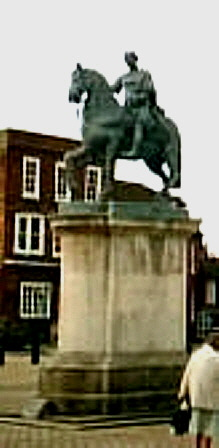
King William III.

Petersfield ist eine Ortschaft mit etwa 15.000 Einwohnern nördlich der South Downs in der südenglischen Grafschaft Hampshire. 

## Geschichte
Der Ort wurde gegen Ende des 11. Jahrhunderts gegründet. Der Fachmann für Landwirtschaft John Worlidge, der 1669 das Buch Systema Agriculturae verfasste, lebte in diesem Ort.

## Städtepartnerschaften
Mit der deutschen Stadt Warendorf und der französischen Stadt  Barentin hat Petersfield Städtepartnerschaften.

## Sehenswürdigkeiten
Petersfield beherbergte bis zum Jahre 2006 das erste Teddybär-Museum der Welt.
In der Nähe befindet sich das Chithurst Buddhist Monastery, ein buddhistisches Kloster.
Auf dem Friedhof der Saint Lawrence’s Roman Catholic Church ruht der Schauspieler Sir Alec Guinness.

## Töchter und Söhne
- William Poynter (1762–1827), römisch-katholischer Geistlicher, Apostolischer Vikar in London
- Jon Schofield (* 1985), Kanute
- Calum Chambers (* 1995), Fußballspieler
- Joseph Truman (* 1997), Bahnradsportler